# Urban Sahlin
Lars Urban Sahlin, född 13 maj 1941 i Åre, död 7 augusti 1982 i Katarina församling i Stockholm, var en svensk skådespelare.

## Biografi
Sahlin tog privatlektioner för Hans Strååt. Därefter utbildades han vid Statens scenskola i Stockholm 1964–1967, där han var klasskamrat med bland andra Lena Nyman, Marie Göranzon och Rolf Skoglund. Han verkade större delen av sin karriär på Dramaten, utom 1970–1972 då han var engagerad vid Norrköping-Linköping stadsteater.
1982 vådasköt han sig själv med sitt gevär och avled senare på Södersjukhuset.

### Familj
Urban Sahlin var son till konstnären Peter Sahlin och Elise Wikstedt, samt bror till Batte Sahlin, halvbror till Paul Sahlin och Margareta Christensson och farbror till Jesper Nordin. Han hade varit gift med Ingrid Christina Sahlin. Paret skilde sig 1979 och hade två barn tillsammans.

## Filmografi
- 1970 – Den magiska cirkeln
- 1974 – Rännstensungar
- 1974 – Kungen och narren
- 1975 – Släpp fångarne loss – det är vår!
- 1975 – I död mans spår
- 1976 – Den jäktade
- 1976 – Redogörelse framlagd för en akademi
- 1977 – Himmel och pannkaka
- 1977 – Möss och människor
- 1979 – Kristoffers hus
- 1979 – En handelsresandes död
- 1979 – Barbies värld
- 1981 – Höjdhoppar'n
- 1981 – Varning för Jönssonligan
- 1982 – Sova räv

## Teater

### Roller (ej komplett)
| År   | Roll                             | Produktion                                                         | Regi                 | Teater                           |
| ---- | -------------------------------- | ------------------------------------------------------------------ | -------------------- | -------------------------------- |
| 1967 | Oberon Teseus Händig             | En midsommarnattsdröm William Shakespeare                          | Donya Feuer          | Parkteatern/ Dramaten            |
| 1969 | Alexej Petrovitj Fedotik         | Tre systrar (Три сeстры, Tri sestry) Anton Tjechov                 | Keve Hjelm           | Dramaten                         |
| 1970 | En ordonnans vid marskalksrätten | Misantropen (Le Misanthrope) Molière                               | Frank Sundström      | Dramaten                         |
| 1970 | Fuhrmann                         | Berättelser från Landshut Martin Sperr                             | Lars Gerhard Norberg | Norrköping-Linköping stadsteater |
| 1971 |                                  | Blåmärken Allan Rune Pettersson                                    | Torsten Sjöholm      | Norrköping-Linköping stadsteater |
| 1971 |                                  | Varför Anders Linder och Birgitta Sundberg                         | Torsten Sjöholm      | Norrköping-Linköping stadsteater |
| 1971 | Skärsliparen                     | Snus är snus eller Berättelsen om den undersköna Lina Allan Edwall | Evert Lindberg       | Norrköping-Linköping stadsteater |
| 1971 |                                  | Felman gör musik Göran Karlsson, Jan-Olof Lindstedt, Urban Sahlin  |                      | Norrköping-Linköping stadsteater |
| 1971 | Kuli                             | Regeln och undantaget Bertolt Brecht                               |                      | Norrköping-Linköping stadsteater |
| 1971 |                                  | Rödluvan Jevgenij Sjvarts                                          | Riber Björkman       | Norrköping-Linköping stadsteater |
| 1972 |                                  | Press-stopp Sven Wernström                                         | Riber Björkman       | Norrköping-Linköping stadsteater |
| 1974 | Peder Eriksen                    | Den jäktade Ludvig Holberg                                         | Henning Moritzen     | Dramaten                         |